# Руннебург
Замок Руннебург (нем. Runneburg, ранее — замок Вайсензее) — средневековый замок в немецком городе Вайсензее в федеральной земле Тюрингия. Основанный во второй половине XII века, он считается одной из важнейших романских построек на территории современной Тюрингии.

## История
Замок был заложен в 1168 году по желанию Юдит Гогенштауфен — сестры Фридриха Барбароссы и жены тюрингенского ландграфа Людвига II, вероятно, для сдерживания территориальных претензий Вельфов в Средней Германии. Вместе с тем, расположенный в центре ландграфских владений, на полпути между Вартбургом и Нойенбургом, Руннебург с самого начала был возведён в качестве одной из резиденций правящей фамилии: его облик определяли двухэтажный репрезентативный палас и массивная пятиэтажная жилая башня. Первое письменное упоминание замка как нем. Wyssense впервые встречается в грамоте Людвига III в 1174 году.